# Aleksandra Mladenović
Aleksandra Mladenović (* 2. Juni 1994 in Žitorađa, Bundesrepublik Jugoslawien, heute Serbien) ist eine serbische Sängerin. Ihr Musikstil gehört zum Genre Pop, gemischt mit Elementen des Turbo-Folk. 

## Karriere
2005 nahm sie erstmals an der Castingshow Zvezde Granda teil. 10 Jahre später bewarb sie sich erneut bei der Show und schaffte es bis ins Finale. In diesem Jahr war sie in der Rangliste die beste weibliche Teilnehmerin. In den Jahren 2016, 2017 und 2018 feierte sie zahlreiche Erfolge. Besonders die Lieder Moj si nek si najgori, Ljubav ili ludilo, Samo mi sudite posteno sowie das Duett Cekaj cekaj mit MC Stojan und Nema ljubavi da nije bolela wurden sehr positiv vom Publikum aufgenommen. 

## Diskografie

### Alben
- 2019: Poseban
- 2023: Predstava

### EPs
- 2024: Kafansko vece - Live

### Singles (Auswahl)
- 2016: Moj si nek’ si najgori
- 2017: Ljubav ili ludilo
- 2017: Čekaj, čekaj (mit MC Stojan)
- 2018: Nema ljubavi da nije bolela
- 2018: Jača sam od tebe
- 2019: Poseban
- 2019: Sunce Moje
- 2020: Kamo Sreće Da Se Manje Volimo
- 2021: Ti Meni, Ja Tebi
- 2022: Volim Ga (mit Andreana Cekic)
- 2023: Ničija
- 2023: Noz U Ledja
- 2023: Ja Ne Pijem Mama